# Maylisoria
Maylisoria es un género de foraminífero bentónico de la familia Maylisoriidae, del suborden Allogromiina y del orden Allogromiida. Su especie tipo es Maylisoria pseudoscheda. Su rango cronoestratigráfico abarca el Caradociense (Ordovícico superior).

## Clasificación
Maylisoria incluye a la siguiente especie:
- Maylisoria pseudoscheda †